# Commerce de l'horlogerie suisse
 (octobre 2012).
 (septembre 2009).
Si vous disposez d'ouvrages ou d'articles de référence ou si vous connaissez des sites web de qualité traitant du thème abordé ici, merci de compléter l'article en donnant les références utiles à sa vérifiabilité et en les liant à la section « Notes et références ».
Dès les origines de l’horlogerie, la Confédération suisse fait partie des grands pays producteurs dans ce domaine, avec notamment l'Allemagne et l’Angleterre. Dès la fin du XIIIe siècle, des foires ont lieu à Genève et les étrangers y présentent des pièces d’orfèvrerie. Les Confédérés portent tout de suite un grand intérêt à cet art mais, au XVIe siècle, Jean Calvin interdit le port d’objet d’orfèvrerie, obligeant les Genevois à se tourner vers l’horlogerie. À cette époque, les maîtres artisans établis en Suisse sont parfois des émigrés Français protestants, fuyant les persécutions religieuses dont ils sont victimes. Les Français pensent que les "grands" horlogers genevois des XVIIIe siècle et XIXe siècle avaient des origines françaises.

## Histoire
Au XVIe siècle et XVIIe siècle, les villes où l’horlogerie est l’artisanat le plus répandu dépendent de Genève/Genf qui est alors un des centres de l’horlogerie. Mais, au cours du siècle suivant, ces nombreuses villes de l'arc jurassien acquièrent leur autonomie productive et exportent leurs propres produits. Parmi ces villes, Le Locle, La Chaux-de-Fonds, Bienne, Saint-Imier deviennent  par la suite des lieux très importants pour la production horlogère.
Au XVIIIe siècle, les horlogers suisses vendent leurs produits dans les foires organisées une ou deux fois par an dans les pays étrangers. Les maisons d’horlogerie y envoient leurs représentants pour vendre leurs montres à des voyageurs, qui s'y sont parfois déplacés tout spécialement à cet effet. Parmi les grandes villes allemandes qui les accueillent, nous pouvons citer Leipzig, certainement la plus importante, Francfort et Augsbourg. Cette dernière est une ville de passage lorsque les horlogers veulent vendre leurs œuvres en Pologne. Les foires des villes suisses sont tout aussi importantes, en particulier celle de Zurzach, en Argovie, qui doit sa réussite au cuir qui s’y vend et à son emplacement géographique. Elle se situe en effet au carrefour des principales routes de la Haute Allemagne. Par la suite, les foires déclinent et sont finalement remplacées par la vente confiée à des voyageurs de commerce.
Le commerce d’horloges suisses se fait avec de nombreux pays, par exemple avec l'Angleterre, l’Italie, l’Espagne, le Portugal, la Hollande, la Belgique, la Russie et les Etats-Unis. Mais un commerce limité avait tout de même lieu avec le petit Royaume de France. La mécanisation du travail horloger pu se faire en Suisse, grâce à l’énergie hydro-électrique, abondante très tôt en Suisse. La Suisse neutre, ne possédant pas de colonie, a pu très tôt se consacrer à son économie.

## Commerce avec la France
Le commerce entre la Suisse et le royaume de France a longtemps été non négligeable. Les Confédérés profitent des privilèges que les rois de France leur octroient depuis 1516, grâce aux accords conclus par la Confédération des XIII cantons. Des horlogers loclois, chaux-de-fonniers, imériens et biennois se rendent dans le bourgades françaises afin d'écouler une production de qualité que les étranger ne peuvent produire. En plus de commerce, certains horlogers suisses prennent le risque de s’associer avec des horlogers parisiens.
L'annexion militaire de Genève par la France en 1798 met fin au régime corporatif et ouvre une période de crise et de chômage. À la suite de l'annexion militaire de l'évêché de Bâle par la France, le commerce des villages jurassiens du département du Mont-Terrible avec les établisseurs neuchâtelois sombre dans le marasme. 

## Commerce avec l'Angleterre
Les navigateurs des Pays-Bas et du Royaume-Uni dominèrent les océans à partir du XVIIe siècle, grâce à des chronomètres de marine, qui leur permettent de calculer longitude et latitude. Le commerce avec l’Angleterre commence vraiment dans la deuxième partie du XVIIe siècle car, avant cette date, la « Chamber de la Clockmaker Company » interdisait l’exportation de produits horlogers dans ce pays. C’est au XVIIIe siècle que le commerce dans le domaine de l’horlogerie entre l’Angleterre et la Suisse connaît une forte augmentation. Les voyages entre Genève, La Chaux-de-Fonds ou d’autres villes suisses en direction de l’Angleterre sont assez fréquents. De plus, nombre d'horlogers habitants les villes précitées travaillent directement en Angleterre.
Cependant, tous ces échanges prennent fin lorsque le général français Napoléon Bonaparte proclame un blocus continental pour gêner les autres pays européens. La contrebande remplace le commerce de montres avec l’Angleterre, car celui-ci ne peut plus s'effectuer normalement. C'est aussi à cette période pénible que les Français vont occuper militairement la Suisse pendant 5 longues années. Une fois le blocus continental levé, les rapports entre la Suisse et l’Angleterre ne reprennent pas aussitôt. Il faut attendre la deuxième moitié du XIXe siècle pour voir renaître des échanges commerciaux fructueux.
La Grande-Bretagne est certainement le pays avec lequel la Suisse a le plus échangé dans l’horlogerie, mais aussi eu la plus rude concurrence..

## Commerce avec la Russie
Après la fondation de l'État fédéral en 1848, Saint-Pétersbourg interpréta la nouvelle Constitution suisse comme une atteinte aux décisions du Congrès de Vienne et le régime tsariste ne reconnut l’État fédéral qu'en 1855. La famille Tissot, par exemple ouvre un atelier au Locle en 1853 où ils produisent des montres de gousset en or pour la Russie. Mais ce commerce lucratif cesse après la Révolution Bolchevique de 1917.

## Commerce avec le nouveau monde
À partir de 1854, les Américains se lancent dans la standardisation des pièces d'horlogerie, qui est immédiatement copiée par les horlogers suisse.La famille Tissot, par exemple, vend ses produits aux États-Unis. L'horlogerie suisse réagit à la concurrence américaine de manière flexible. elle connaît un développement dual, en continuant à produire de l'horlogerie soignée pour les montres de luxe à «complications» tout en intégrant une production mécanisée pour les montres de série et de bas de gamme. Cette flexibilité est toutefois secouée par la crise de 1921-1923, le crash de 1929 et la dépression des années 1930.